# DRP Niedersachsen
Die Deutsche Reichspartei Niedersachsen (DRP) war der Landesverband der rechtsradikalen Deutschen Reichspartei in Niedersachsen. Bei der Landtagswahl in Niedersachsen 1955 erreichte sie 3,77 % und zog mit sechs Abgeordneten in den Landtag ein.

## Geschichte
Die Deutsche Reichspartei ging Anfang 1950 aus einer Zusammenlegung der niedersächsischen Deutschen Rechtspartei, einem Landesverband der Deutschen Konservativen Partei – Deutsche Rechtspartei (DKP-DRP), mit der nur in Hessen aktiven Nationaldemokratischen Partei (NDP) hervor. Entsprechend war Niedersachsen Kernland der DRP. Der Landesverband konstituierte sich am 26. Februar 1950 mit der Bildung eines Landesvorstandes. Landesvorsitzender wurde „Dr. Franz Richter“. Die Personalentscheidung erwies sich als falsch. „Dr. Richter“, Landesgeschäftsführer Johannes Guth und Walter Kniggendorf versuchten, Teile der DRP abzuspalten und in die Sozialistische Reichspartei zu überführen. Am 3. April 1950 wurde „Dr. Richter“ aus der Partei ausgeschlossen, einen Tag vorher die beiden anderen Verschwörer. Mindestens 16 der 41 Kreisverbände (und zwar die aktivsten) waren zur SRP gewechselt. In der Folge schrumpfte die DRP weiter. Auf der Landesdelegiertensitzung vom 21. Mai 1950 waren nur 19 Kreisverbände vertreten. 1951 war die Zahl der Mitglieder auf 1200 zurückgegangen. Am 3. März 1951 diskutierte der Vorstand die Auflösung der Partei und die Empfehlung an die Mitglieder, der FDP beizutreten.
Eine Teilnahme bei der Landtagswahl in Niedersachsen 1951 war nur auf einer gemeinsamen Liste mit der Nationalen Rechte möglich. Diese leistete personelle Unterstützung und einen Kredit zur Wahlkampffinanzierung von etwa 10.000 DM. Entscheidend für die Wahlteilnahme war der Übertritt des DP-Abgeordneten Jürgen-Christian Früchte zur DRP vor der Wahl. Mit einem Abgeordneten im Parlament war die DRP von der Pflicht zur Sammlung von 100 Unterstützerunterschriften pro Wahlkreis entbunden; einer Aufgabe, die die Partei wohl überfordert hätte. Die DRP erhielt bei der Wahl 74.017 Stimmen, was 2,22 % entsprach und konnte 3 Abgeordnete im Landtag stellen.
Der Wahlerfolg änderte jedoch nichts an der organisatorischen Malaise der Partei. Das änderte sich mit dem Verbot der SRP (die bei der Landtagswahl 11,01 % der Stimmen und 16 Mandate erhalten hatte) im Jahr 1952. Die Aufnahme der ehemaligen SRP-Mitglieder wurde aus taktischen Gründen vorsichtig vorgenommen, um ein Verbot als Nachfolgepartei zu vermeiden (1960 erfolgte ein solches Verbot kurzfristig bei der DRP Rheinland-Pfalz). Dennoch stieg die Zahl der Kreisverbände von 1951 auf Mai 1953 von 10 auf 35 und die Zahl der Mitglieder verdreifachte sich. Bei der Bundestagswahl 1953 waren 10 % der Kandidaten der Landesliste der DRP vorher Mitglieder der SRP gewesen.
Die Landtagswahl in Niedersachsen 1959 ergab 3,55 % für die DRP und sechs Mandate. Auch wenn dies gegenüber der vergangenen Wahl ein deutlicher Zuwachs war, hatte das rechtsextreme Lager, wenn man die Stimmen von SRP und DRP addiert, an die 10 Prozent der Wähler verloren.
Dennoch war die DRP nun unangefochten die stärkste rechtsradikale Partei in Niedersachsen. Als solche zog sie weitere Splittergruppen am rechten Rand an. Die wichtigste war die Deutsche Nationalpartei (DNB), die Herbert Freiberger 1954 gegründet hatte und hinter der Otto Ernst Remer stand. Am 20. August 1955 trat die DNB geschlossen der DRP bei und Herbert Freiberger wurde Vorsitzender der Partei. Bei der Landtagswahl in Niedersachsen 1955 erreichte die DRP 3,77 % und zog mit sechs Abgeordneten in den Landtag ein. Ein starker Flügel in der DRP forderte eine Zusammenarbeit der DRP mit der FDP. Bei den Kommunalwahlen in Niedersachsen 1956 traten in einer Reihe von Kommunen gemeinsame Kandidaten von FDP und DRP an. Freiberger gehörte dem national-neutralistischen Flügel der Partei an, der diese Zusammenarbeit ablehnte. Der Vorschlag, eine Hospitationsverhältnis zwischen den Landtagsfraktionen der FDP-GB/BHE Gemeinschaftsfraktion einzugehen führte zu ersten Mitgliederverlusten. Der Kasseler Bundesparteitag Ende Oktober 1957 unterstützte den Kurs einer Kooperation und die Hospitation wurde am 5. November 1957 eingegangen. Nachdem der Landesvorstand dies am 1. Dezember 1957 unterstützte, trat Freiberger und unter Hundert seiner Unterstützer aus der DRP aus. Das Hospitationsverhältnis wurde am 2. Juni 1958 durch FDP und GB/BHE gekündigt.
In den Folgejahren nahm die Bedeutung der Partei ab. Bei der Landtagswahl in Niedersachsen 1963 erreichte die Partei 1,47 % der Stimmen und war nicht mehr im Landtag vertreten. Anfang September 1962 wurde auf dem Landesparteitag in Osnabrück eine Teilung des Landesverbandes in einen Landesverband Nordwest (einschließlich Bremen) und einen Landesverband Hannover-Braunschweig beschlossen.
1965 löste sich die Partei und damit auch die beiden Landesverbände auf. Der Landesverband Hannover-Braunschweig hatte noch 18 und der Landesverband Nordwest 22 Kreisverbände (davon 5 in Bremen). Große Teile der verbliebenen Mitglieder wechselten zur NPD, die bei der Landtagswahl in Niedersachsen 1967 6,98 % der Stimmen holen sollte.

## Hochburgen der Partei
Sowohl in Bezug auf die Organisation als auch auf die Wählerschaft hatte die DRP ihre Parteihochburgen in den ländlichen Teilen Ostfrieslands, im Oldenburger Land und in Göttingen mit höherem protestantischem Bevölkerungsanteil. Diese waren auch Anfang der 1930er Jahre die Hochburgen der NSDAP gewesen.

## Personen

### Parteivorsitzende
- Franz Richter (1950)
- Anton Mainzer (1950–1951)
- Kurt Jaeger (1951–1953)
- Walter Liebehenz (1953–1954)
- Hans Hertel (1954–1955)
- Herbert Freiberger (1955–1957)
- Hans-Heinrich Scheffer (1957–1960)
- Adolf von Thadden (1960–1962)
- Erich Blohm (Landesverband Nordwest, 1962–1965)
- Hermann Dröge (Landesverband Hannover-Braunschweig, 1962–1965)

### Abgeordnete
- Jürgen-Christian Früchte (2. Wahlperiode)
- Hans-Heinrich Scheffer (2. Wahlperiode)
- Leonhard Schlüter (2. Wahlperiode)

- Georg Joel (3. Wahlperiode)
- Bruno Moeller (3. Wahlperiode)
- Hildegard von Rheden (3. Wahlperiode)
- Hans-Heinrich Scheffer (3. Wahlperiode)
- Waldemar Schütz (3. Wahlperiode)
- Johannes Hertel (3. Wahlperiode)
- Adolf von Thadden (3. Wahlperiode)